# Dorffinger József András
Dorffinger József András (19. század) hivatalnok
Kamarai iktató volt Budán. 1820–1831 között számjegyző, 1831–1848 között számtiszt volt. 1829-ben részt vett az első Duna-híd építésére kiírt pályázatok véleményezésében.
Nyomtatásban megjelent munkái:
1. Wegweiser für Fremde und Einheimische, durch die k. Freistadt Pest, in Hinsicht auf Geschichte, Oertlichkeit, Kultur, Kunst und Gewerbe. Pest, 1827. Pest térképével. (Magyar címe: Útmutató idegeneknek és ittlakóknak Pest szabad királyi városán keresztül). Egy részlet a könyvből magyarul megjelent a Budapesti Negyed című folyóirat 2004. őszi számában.
2. Wegweiser durch die königlich ungarische Freistadt Pesth, oder Benennung und Zahl aller öffentlichen Plätze. Stassen, Gassen und Gässchen, nebst dem neuesten Plane dieser königlichen Freistadt. Uo. 1829. Pest térképével.